# Sandvika, Norvège
Sandvika, Norvège est un tableau réalisé en 1895 par le peintre français Claude Monet. De format horizontal, cette huile sur toile est un paysage qui représente la localité norvégienne de Sandvika sous la neige. La composition comprend le pont Løkke au premier plan, des bâtiments au plan médian et le Kolsås dans le lointain.
Don de Bruce Borland en 1961, l'œuvre est conservée à l'Art Institute of Chicago, à Chicago, dans l'Illinois, aux États-Unis. Il en existe quelques variantes de par le monde, principalement dans des collections particulières.